# Марица Бранковеану
Војвоткиња Марица Бранковеану (око 1661 – 1729) била је војвоткиња Влашке коз брак са војводом Константином Бранковеануом (1688–1714). Њен отац је био Неагу, син влашког војводе Антонија од Попештија (1669-72) и Нечуже.
Удала се за војводу Константина Бранковеануа 1674. године. Подржавала је и активно учествовала у културној политици свог супружника. Под њеним руководством штампане су књиге на румунском, грчком, словенском, арапском, турском и грузијском, и оснивала је библиотеке са западним књигама. Посебно је позната по подршци манастиру Свети Сава. Након свргавања њеног супружника војводе Константина 1714. године, Османлије су је довели као заробљенику у Цариград заједно са остатком њене породице. Њен супруг и синови су убијени. На крају је пуштена и прогнана у Кутај, близу источне обале Црног мора. Дозвољено јој је да се врати у Букурешт 1716. године. Године 1720. успела је да посмртне остатке супружника и синова врати у Влашку и тамо их сахрани.